# Lareine
I Lareine (ラレーヌ?, Rarēnu), precedentemente noti come Laliene, sono stati un gruppo musicale visual kei giapponese fondato nel 1994 e scioltosi nel 2007.
Sono stati una delle band visual più importanti e influenti degli anni novanta e sono famosi per il loro stile estremamente romantico e melodico. L'immagine dei musicisti si ispira a quella dei personaggi del fumetto Le rose di Versailles (in Italia noto come Lady Oscar), per cui ogni componente del gruppo interpreta nelle movenze e nei costumi uno dei personaggi della corte di Luigi XVI descritti nel manga di Riyoko Ikeda.

## Storia

### Il periodo Laliene (1994 - 1996)
I Laliene nascono nell'estate del 1994 attorno ai roadie dei Malice Mizer Mayu e Shoki. Nei mesi successivi il batterista Kyouka e il chitarrista Sakureu, successivamente leader e ideatore dello stesso nome della band, si aggiungono alla formazione e il debutto avviene ufficialmente nel novembre del 1994. Tuttavia, le prime esibizioni live avverranno soltanto nel marzo del 1995.
Agli inizi del 1995 il bassista Emiru viene reclutato tramite un annuncio lasciato sulla rivista specializzata Rockin'f, ma nel frattempo Mayu lascia la band trovandosi musicalmente in disaccordo con lo stile di Sakureu, più aggressivo e fortemente influenzato da band come i Kuroyume. Un sostituto verrà trovato nel marzo del 1995 in Hirono. Con questa formazione i Laliene si esibiscono per la prima volta partecipando a un evento al Club Gio di Ishikawa il 25 marzo 1995. Al secondo concerto tenutosi allo storico locale Rockmaykan (鹿鳴館?, Rokumeikan) di Meguro, le cento copie del primo demo tape Laliene vengono distribuite gratuitamente per promuovere le attività della band.
Nel frattempo i conflitti tra Sakureu e gli altri membri sembrano proseguire fino al suo definitivo abbandono dalla band nel mese di maggio. Appreso dell'abbandono di Sakureu, Mayu torna a far parte dei Laliene a partire dall'esibizione del 14 maggio al Rockmaykan. Nel mese di luglio il secondo demo tape dei Laliene viene messo in vendita ai concerti e successivamente in alcuni negozi specializzati a una tiratura limitata a mille copie. Nell'ottobre 1995 sia Hirono che Kyouka lasciano i Laliene, e Machi (altro roadie dei Malice Mizer) viene aggiunto alla formazione come batterista. Il suo debutto ufficiale avviene al concerto del 19 novembre al Rockmaykan.
Dopo due tour di eventi nell'inverno del 1995, il 26 marzo 1996 si tiene il concerto che celebra il primo anniversario dei Laliene, a cui viene annunciato che il nome della band sarà cambiato in "Lareine", e che lo pseudonimo di Shoki sarà cambiato in Kamijo. Per celebrare l'inizio di questa nuova fase della band, viene distribuito il singolo promozionale Saikai no hana (再会の花?).

### Primo periodo indie (1996 - 1999)
Nel giugno del 1996 il chitarrista Akira si unisce ai Lareine, e il terzo demo tape Tsukiyo no kageki (月夜の歌劇?) viene messo in vendita a una tiratura limitata a mille copie. Tutte le copie vengono vendute in poche settimane e una ristampa aggiuntiva di cinquecento copie viene messa in vendita a partire dal tour Queen of Opera Dance nell'agosto 1996. Il 24 dicembre il primo mini-album Blue Romance viene venduto tramite ordine via posta, e a partire dal 1º gennaio 1997 diventa la prima uscita dei Lareine a essere messa in vendita nei comuni negozi di dischi.
L'11 gennaio 1997 si tiene il primo oneman live al Rockmaykan, seguito al tour nazionale Romancia nel mese di febbraio in celebrazione dei due anni dalla formazione della band. Tuttavia, il concerto conclusivo del tour tenutosi il 28 aprile al Rockmaykan segna l'abbandono di Akira dalla band per motivi personali. I Lareine continuano ad esibirsi live senza cercare un nuovo chitarrista e pubblicano il loro primo album Blue Romance ~Yasashii hanatachi no kyōsō~ (Blue Romance～優しい花達の狂奏～?) il 7 settembre.
Nel marzo del 1998 i Lareine organizzano il tour nazionale Fleur 1998: Le Printemps, e annunciano l'apertura del loro fanclub ufficiale Fleur il 21 aprile 1998. Lo stesso giorno viene messo in vendita il primo singolo, sempre a titolo Fleur. Il tour Fleur continua fino all'autunno e si conclude il 27 settembre con il primo oneman in un teatro al Nippon Seinenkan di fronte a oltre mille persone. Al concerto viene messa in vendita un'edizione speciale del singolo con photobook Lillie Charlotte, che nella sua edizione regolare pubblicata il 1º ottobre arriva a una tiratura di ventimila copie.

### Il debutto major e lo scioglimento (1999 - 2000)
In seguito al successo riscosso nell'ambiente indie, i Lareine ricevono un'offerta dalla SME Records (Sony Music Entertainment) e annunciano che avrebbero debuttato come major il 26 marzo, dopo il concerto conclusivo del tour Métamorphose in promozione all'omonimo singolo. Il concerto si tiene alla prestigiosa Public Hall di Shibuya, attualmente nota come C.C. Lemon Hall, e viene registrato per l'uscita in VHS e DVD a titolo Chantons l'amour. Lo stesso giorno di fronte alla stazione di Shibuya si tiene l'evento commemorativo Romance Revolution (ロマンス革命?, Romansu kakumei). Una solenne dichiarazione d'intenti viene proiettata sui maxi schermi di fronte alla stazione, e la band stessa fa una breve apparizione per salutare i presenti. Una sorta di manifesto della rivoluzione romantica pensata dai Lareine viene inoltre distribuito a fans e passanti. L'uscita che segna il debutto come major è il singolo Fiançailles, pubblicato il 26 maggio 1999. Nel mese di luglio segue il tour nazionale Le vent express. In promozione al secondo singolo Billet, TV Kanagawa trasmette uno speciale televisivo intitolato Osanaki natsu no binsen (幼き夏の便箋? "UN'infantile carta da lettere d'estate") a partire dal 31 agosto.
Nel febbraio del 2000 il primo album Fierté no umi to tomo ni kiyu: The Last of Romance (フィエルテの海と共に消ゆ～The Last of Romance～?) esce nei negozi in contemporanea a una omonima raccolta di videoclip, ed è l'unico album dei Lareine a essere entrato nella top 20 dei dischi più venduti. Nonostante fossero previste diverse attività in promozione all'album, i Lareine sembrano scomparire dalla circolazione e non annunciano né nuovi concerti né altri tipi di apparizioni pubbliche. Diversi mesi di silenzio vengono rotti dall'annuncio di Emiru, che informa che avrebbe lasciato i Lareine dopo un tour di tre date riservate ai membri del fanclub nel mese di agosto. Lo stesso annuncio viene successivamente fatto da Mayu e Machi, che non intendono continuare con i Lareine senza Emiru. L'ultimo concerto della formazione storica si tiene il 6 agosto al Blitz di Akasaka.

### I Lareine come progetto solista (2000 - 2003)
Kamijo sembra inizialmente incerto sul destino della band, ma annuncia infine di voler continuare a scrivere e registrare musica come solista a nome Lareine. Dopo aver interrotto il contratto con la SME, Kamijo fonda la Applause Records e programma l'uscita del singolo GRAND PAIN per il 12 ottobre 2000 e dell'album Scream per il 1º novembre 2000. Il giorno dell'uscita dell'album Kamijo fa un'apparizione pubblica a un evento di Halloween organizzato da Shock Wave all'O-EAST di Shibuya. Il 5 gennaio 2001 alla sala da concerti Liquid Room di Shinjuku si tiene il primo vero e proprio concerto dei nuovi Lareine, intitolato Stranger in new days.
Nel mese di marzo Kamijo annuncia che avrebbe fondato una nuova band chiamata New Sodmy insieme a Mayu, e che avrebbe conseguentemente congelato le sue attività come solista. Il progetto New Sodmy non ottiene comunque un sensibile successo e viene portato bruscamente a termine dopo poco più di un anno nell'agosto del 2002. Archiviati i New Sodmy, Kamijo torna a occuparsi dei Lareine e organizza una serie di due concerti di Halloween il 30 e il 31 ottobre 2002 al Rockmaykan. Il 30 ottobre i Lareine si esibiscono eccezionalmente con la formazione storica. Il 31 ottobre Machi partecipa con il suo progetto solista Chanton l'amour, Emiru si esibisce con il suo nuovo gruppo Ribbon, ed entrambi si esibiscono insieme ai Lareine come ospiti speciali. Rispettivamente il 27 novembre e il 25 dicembre escono il singolo Chō no hana/Ressun (蝶の花/レッスン?) e il mini-album Etude, sempre con la partecipazione straordinaria di Mayu, Emiru e Machi come membri di supporto. Nel frattempo gli iscritti al fanclub hanno l'occasione di incontrare nuovamente Kamijo a un evento natalizio organizzato il 22 dicembre.
Nel gennaio del 2003 Kamijo gira il Giappone con una serie di eventi promozionali nei negozi di musica, e annuncia un live il 26 marzo allo Shibuya-AX. Il concerto vede la partecipazione a sorpresa di Emiru e del batterista Kazumi (precedentemente compagno di Emiru nei Ribbon), che annunciano di essere entrati a far parte ufficialmente dei Lareine. Lo stesso giorno escono due raccolte commemorative della prima fase dei Lareine e il singolo Saikai no hana (再会の花?), remake del classico della band. Il nome del chitarrista presente del disco non viene svelato, e i fans ipotizzano si tratti del roadie e membro di supporto Motoki. I nuovi Lareine si esibiscono ancora una volta a un evento al Club Città di Kawasaki il 6 aprile.

### Reunion (2003 - 2007)
Il 17 maggio 2003 si tiene il live Mō hitotsu no yakusoku (もう一つの約束? "Un'altra promessa") allo Shibuya-AX. Al concerto partecipa Mayu, che annuncia che sarebbe tornato a far parte dei Lareine, e che la band sarebbe ufficialmente tornata in attività a partire dal tour nazionale Scarlet Majesty il 25 luglio. L'ultima tappa del tour tenutasi allo Shibuya-AX il 13 agosto viene inoltre filmata per l'uscita di un DVD. Il 24 ottobre viene organizzato un evento di Halloween in cui sia i Ribbon sia i New Sodmy si riuniscono per una notte.
Per il resto dell'anno i Lareine si esibiscono svariate volte in concerto e iniziano a registrare il loro terzo album come band Never Cage. Per alleviare la lunga attesa escono i tre singoli Majesty, Knight e Princess, che raccontano il concept del nuovo album in tre parti, e diversi dischi promozionali vengono dati in omaggio a concerti selezionati. Dopo una lunga serie di tour e sessioni di registrazioni, il 5 settembre 2004 esce infine Never Cage. L'album ottiene un discreto successo nell'ambiente indie, e tutte le copie sia dell'edizione limitata che della ristampa deluxe (uscita il 23 novembre) vengono vendute in poche settimane.
Il 2005 vede i Lareine celebrare il loro decimo anniversario con due concerti speciali all'Holiday di Shibaura il 26 marzo e al Rockmaykan di Meguro il 28 marzo. La casa discografica indipendente Under Code Production (il cui proprietario è KISAKI, amico di vecchia data di Kamijo) produce un mini-album di tributo intitolato Anamorphosis e un festival il 21 luglio al Nippon Seinenkan. Dopo diverse serie di tour ed eventi, viene annunciato che Kazumi avrebbe lasciato i Lareine a causa di problemi di salute che renderebbero sconsigliabile suonare la batteria. Il suo ultimo concerto si tiene il 1º marzo 2006 al Club Città di Kawasaki. Poche settimane dopo esce il mini-album Winter Romantic, contenente la canzone dedicata a Kazumi Last Song for You.
Nell'attesa di trovare un nuovo batterista, i Lareine partecipano ad alcuni eventi con il roadie Kazami come membro di supporto, e Kamijo si esibisce in rappresentanza della band alla convention di anime Fanime il 27 maggio a San Francisco. Tuttavia, nel frattempo Mayu aveva smesso di partecipare alle prove e interrompe ogni contatto con i membri della band; per questo motivo Kamijo ed Emiru annunciano che i Lareine si sarebbero definitivamente sciolti dopo il loro ultimo concerto a un evento di Halloween organizzato il 31 ottobre al Club Città in collaborazione con Kisaki e l'Under Code Production. Per questa ultima esibizione Hizaki, ex membro dei Sulfuric Acid, partecipa come chitarrista di supporto. Il 18 febbraio 2007 Kamijo ed Emiru (che nel frattempo aveva già debuttato con una nuova band chiamata Anubis) partecipano per l'ultima volta a un evento a nome Lareine per incontrare i fans a una mostra organizzata per commemorare la carriera della band al negozio Death trap-ID di Harajuku. Un mese dopo Kamijo annuncia che avrebbe formato una nuova band chiamata Versailles.

## Formazione
- Kamijo, pseudonimo di Yūji Kamijō (上城 祐之?), 19/07/1975, sangue di gruppo 0 - voce (11/1994 - 18/02/2007)
L'unico membro dei Lareine a essere continuamente presente nella band dalla formazione allo scioglimento, assume il ruolo di leader dopo l'abbandono di Sakureu nel maggio del 1995. Inizialmente noto come Shoki, prima dei Lareine è stato membro dei Bijireiku (ビジレイク?) insieme all'ex Jinkaku Radio Maya (麻耶?). Dopo l'abbandono della band da parte di Mayu, Emiru e Machi, porta avanti per alcuni mesi il gruppo come progetto solista sotto la sua casa discografica indipendente Applause Records, ma mette in pausa il progetto nel giugno del 2001 per concentrarsi sulla sua nuova band New Sodmy (fondata nel marzo dello stesso anno). Nell'agosto del 2002 i New Sodmy si sciolgono, e Kamijo torna nuovamente ad occuparsi dei Lareine come unico membro fino alla riunione come band nel marzo del 2003. Dopo lo scioglimento definitivo dei Lareine, Kamijo fonda i Versailles con il chitarra Hizaki.
- Emiru, pseudonimo di Tomoya Takakusaki (高草木 智也?), 07/04/1974 sangue di gruppo A - basso (?/1995 - 06/08/2000, 26/03/2003 - 18/02/2007)
Primo e unico basso della band, ha il suo primo contatto con i membri tramite un'inserzione sulla rivista Rockin'f. Dopo aver lasciato i Lareine con Mayu E Machi nell'agosto del 2000, torna sulle scene nel 2002 con i Ribbon. Tuttavia, la band si scioglie dopo pochi mesi ed Emiru fa il suo ritorno nei Lareine nel marzo del 2003. Fino al 2010 proprietario dell'etichetta indipendente Maple Kiss, è inoltre leader e basso degli Anubis (formati nel marzo del 2007).

### Ex componenti
- Mayu, pseudonimo di Kōji Onodera (小野寺 耕治?), 03/08/1975, sangue di gruppo AB - chitarra (11/1994 - 03/1995, 05/1995 - 06/08/2000, 17/5/2003 - 07/2006)
chitarra insieme a Sakureu al momento della formazione, a causa di diversi conflitti con quest'ultimo lascia la band pochi giorni dopo il debutto ufficiale nel marzo 1995. Dopo poco più di un mese anche Sakureu abbandona la band e Mayu torna a farne parte. Nell'agosto del 2000 lascia i Lareine insieme a Machi ed Emiru e si ritira temporaneamente dalle scene. Nel marzo del 2001 fonda con Kamijo i New Sodmy, per poi abbandonarli nell'aprile del 2002. Un anno dopo partecipa alla riunione dei Lareine, ma ne causa nuovamente lo scioglimento nell'estate del 2007 quando scompare letteralmente dalla circolazione risultando irreperibile per gli stessi membri della band. In un'intervista contenuta nel libro commemorativo inviato ai membri del fanclub nel gennaio del 2010, Kamijo informa di essere riuscito a contattare nuovamente Mayu soltanto nel 2009 e di avere avuto conferma del suo ritiro dalle scene musicali.
- Sakureu - chitarra (11/1994 - 05/1995)
chitarra e leader a partire dalla formazione nel 1994, ha coniato il nome della band Laliene. Dopo aver avuto diversi conflitti con l'altro chitarra Mayu fino a causare la sua dipartita dalla band, lascia anch'egli il gruppo nel maggio del 1995.
- Hirono - chitarra (?/1995 - 10/1995)
Terzo chitarra dopo la disputa tra Sakureu e Mayu.
- Akira - guitar synth e chitarra (6/1996 - 28/4/1997)
Dopo aver lasciato i Lareine si unisce ai D+L e ai Bijou, per poi ritirarsi dalle scene.
- Kyouka (鏡花?, Kyōka), -, 12/12/?, sangue di gruppo 0 - batteria (11/1994 - 10/1995)
Primo batteria della band, si unisce successivamente alla cult band Eliphas Levi.
- Machi, pseudonimo di Kenji Machida (町田 健二?), 25/05/?, sangue di gruppo A - batteria (19/11/1995 - 06/08/2000)
Roadie dei Malice Mizer, si unisce ai Laliene in seguito all'abbandono di Kyouka. Dopo aver lasciato la band nell'agosto del 2000 realizza un singolo come solista a nome Chanton l'amour nell'autunno del 2001 per poi ritirarsi a vita privata. Il 31 ottobre 2002 torna eccezionalmente sulle scene per un'esibizione solista a un evento di Halloween organizzato da Kamijo, e poco tempo dopo partecipa come ospite alle registrazione del mini-album dei Lareine Etude (25/12/2002).
- Kazumi, 30/09/?, sangue di gruppo 0 - batteria (26/3/2003 - 01/03/2006)
batteria e occasionalmente tastiera a partire dalla riunione del 2003. Invitato a entrare nella band da Emiru (con cui aveva fondato i Ribbon nel 2002), è stato precedentemente membro degli Alicia e degli orivia. Si è ritirato dalle scene nel 2003 a causa di problemi di salute.

### Membri di supporto
- Naomi - tastiere
Membro dei Noise Factory, partecipa spesso come tastiera in concerto e occasionalmente in studio a partire dal debutto major nel 1999. Noto anche come Tacos Naomi.
- Kazami (風弥?), 15/09/?, sangue di gruppo A - batteria (11/03/2006 - 31/10/2006)
batteria dei Daizy Stripper ed ex Clavier, suona la batteria ai concerti dei Lareine dopo l'abbandono di Kazumi nel marzo del 2003. Partecipa anche come pianoforte alla raccolta Ballad del 2008.
- Motoki, 17/11/?, sangue di gruppo A - chitarra (26/03/2003, 06/04/2003, 19/07/2006)
Roadie della band, partecipa come chitarra di supporto ai primi due concerti della riunione Lareine fino all'arrivo di Mayu il 17 maggio 2003. Dopo la scomparsa di Mayu partecipa inoltre come chitarra a un concerto tenutosi il 19 luglio 2006 per celebrare il compleanno di Kamijo. Precedentemente membro dei D'AIR, è attualmente in attività come solista con il progetto Visui.
- Hizaki, 17/02/1979, sangue di gruppo AB - chitarra (31/10/2006)
Eccezionalmente chitarra di supporto durante l'ultimo concerto dei Lareine, tenutosi all'evento di Halloween organizzato da Kamijo e KISAKI il 31 ottobre 2006. In cambio Kamijo produrrà il primo album solista di Hizaki.

## Discografia
Le note sono indicate dopo il punto e virgola ";".

### Album

#### Album originali
- 07/09/1997 - Blue Romance: Yasashii hanatachi no kyōsō (Blue Romance～優しい花達の狂奏～?)
- 16/02/2000 - Fierté no umi to tomo ni kiyu: The Last of Romance (フィエルテの海と共に消ゆ～The Last Of Romance～?, Fierute no umi to tomo ni kiyu: The Last Of Romance)
- 01/11/2000 - Scream
- 05/09/2004 - Never Cage

#### Mini-album
- 24/12/1996 - Blue Romance
- 25/12/2002 - Etude
- 30/09/2003 - Majesty; primo di una serie di tre EP denominati Lareine Story Series
- 28/11/2003 - Knight (Knight?); secondo di una serie di tre EP denominati Lareine Story Series
- 31/03/2004 - Princess (Princess?); terzo di una serie di tre EP denominati Lareine Story Series
- 18/03/2006 - Winter Romantic (Winter Romantic?)

#### Album live
- 26/03/2006 - Deep Forest (Deep Forest?)

#### Raccolte
- 26/03/2003 - Reine de fleur I (Reine de fleur I?); primo di un best of in due parti
- 26/03/2003 - Reine de fleur II (Reine de fleur II?); secondo di un best of in due parti
- 26/07/2005 - Catalogue CD (カタログCD?, Katarogu CD); raccolta di venticinque ritornelli
- 31/08/2005 - Tour "Through A Deep Forest" 2005 -Original Sound Track- (Tour "Through A Deep Forest" 2005 -Original Sound Track-?); raccolta di sottofondi musicali usati nel tour Deep Forest
- 18/03/2006 - Imperial Concerto (Imperial Concerto?)
- 09/05/2007 - Fleur (Fleur?)

#### Remix
- 31/03/2004 - Crystal Letos (Crystal Letos?); riarrangiamenti al carillon
- 31/08/2005 - Reincarnation (Reincarnation?)
- 09/05/2007 - Ballad (Ballad?); riarrangiamenti per piano e voce

### Singoli
- 21/04/1998 - Fleur (Fleur?)
- 01/10/1998 - Lillie Charlotte (Lillie Charlotte?)
- 18/12/1998 - Métamorphose (Métamorphose?)
- 02/06/1999 - fiançailles (fiançailles?)
- 25/08/1999 - Billet ~Osanaki natsu no binsen~ (Billet～幼き夏の便箋～?)
- 15/12/1999 - Fuyu Tōkyō (冬東京?)
- 09/02/2000 - Bara wa utsukushiku chiru/Ano hito no aitshita hito nara (薔薇は美しく散る/あの人の愛した人なら?); cover della sigla de Le rose di Versailles
- 18/10/2000 - Grand Pain (Grand Pain?)
- 27/11/2002 - Chō no hana/Lesson (蝶の花/レッスン?, Chō no hana/Ressun)
- 26/03/2003 - Saikai no hana (再会の花?)
- 30/07/2003 - Scarlet Majesty (Scarlet Majesty?)
- 14/11/2003 - with Present Letos (with Present Letos?); venduto a un concerto e tramite fanclub
- 24/12/2003 - Hakuchō (白蝶?)
- 19/07/2004 - Trailer (Trailer?)
- 29/11/2005 - Cinderella Fantasy (Cinderella Fantasy?)
- 29/11/2005 - Dōkeshi no bukyoku (道化師の舞曲?)
- 29/11/2005 - Setsurenka (雪恋詩?)
- 30/01/2006 - Drama/Sakura (ドラマ/さくら?, Dorama/Sakura)
- 09/05/2007 - Last Song (Last Song?)

#### Demo tape[10]
- 29/03/1995 - Lucherie (Lucherie?); col nome di Laliene
- 27/08/1995 - Demo (Demo?); col nome di Laliene
- 20/06/1996 - Tsukiyo no kageki (月夜の歌劇?)
- 28/04/1997 - Mist (Mist?)
- 14/03/1998 - Urei no hana ga chiru ai ~L'introduction de la fleur~ (憂いの花が綴る愛〜L'introduction de la fleur〜?); edizione speciale per il white day
- 22/03/1998 - Urei no hana ga chiru ai ~L'introduction de la fleur~ (憂いの花が綴る愛〜L'introduction de la fleur〜?)

### Videografia
- 25/08/1999 - Chantons l'amour ~Ririi kara no tegami~ (Chantons l'amour～リリーからの手紙～?)
- 16/02/2000 - Fierté no umi to tomo ni kiyu: Film Tracks (フィエルテの海と共に消ゆ～Film Tracks～?, Fierute no umi to tomo ni kiyu: Film Tracks)
- 01/04/2004 - Scarlet Majesty (Scarlet Majesty?)
- 28 giugno 2004 - Live Document Film in Tokyo Kinema Club (Live Document Film in Tokyo Kinema Club?)
- 19/07/2005 - Kamijo in Vienna (Kamijo in Vienna?)
- 12/2006 - Legend of Fantasy (Legend of Fantasy?); boxset per il fanclub

#### Compilation
- 31/10/2003 - Vampire Romance (Vampire Romance?); split album con Ribbon e New Sodmy
- 09/07/2005 - Anamorphosis (Anamorphosis?)

1. Chinmoku no hane (沈黙の羽根?)
2. Darkness (Darkness?)

- 05/08/2006 - Graceful Playboys (Graceful Playboys?)

1. Imperial Concerto (Imperial Concerto?)

#### Materiale semi-promozionale
Uscite generalmente date in omaggio ad alcuni eventi per promuovere successive uscite della band.

##### Audio
- 26/03/1996 - Saikai no hana (再会の花?)
- 27/04/1997 - Romancia (Romancia?)
- 22/03/1998 - Urei no hana ga tsuzuru ai ~L'introduction de la fleur~ (憂いの花が綴る愛～L'introduction de la fleur～?); anteprima di Fleur venduta in tour.
- 26/03/1999 - Aoi tori no yukue (青い鳥の行方?)
- 14/02/2003 - Orgel Best ~Chiisana sekai~ (Orgel Best～小さな世界～?); compilation di San Valentino in omaggio agli acquirenti di Saikai no hana o dei due Reine de fleur
- 26/03/2004 - Nemurenu koi wa shinju (眠れぬ恋は真珠?)
- 25/01/2004 - Gomen nasai CD (ごめんなさいCD?)
- 01/05/2004 - Tsuki no karyūdo (月の狩人?)
- 22/07/2004 - Theme Of Romance (Theme Of Romance?)
- 09/10/2005 - Limited Edition (Limited Edition?)
- 31/08/2005 - Imperial Concerto (Imperial Concerto?); singolo allegato al libro Joō toiu na no kikōshi (女王という名の貴公子?)

##### Video
- 03/05/1998 - Fleurir (Fleurir?)
- 02/08/2000 - Miss Carmila (Miss Carmila?); boxset
- 08/01/2003 - Saikai no hana no echūdo (再会の花のエチュード?)
- 26/03/2003 - Saikai no hana (再会の花?)
- 28/06/2004 - Tsuki no karyūdo (月の狩人?)
- 28/07/2004 - Ao no sōkutsu (蒼の巣窟?)
- 01/07/2004 - Fleur ~Fukkatsu kara ichinen no kiseki (Fleur～復活から一年の軌跡～?)
- 30/07/2005 - Ken no mai (剣の舞?)
- 26/03/2005 - Memorial DVD (Memorial DVD?)
- 21/07/2005 - Anamorphosis Special DVD (Anamorphosis Special DVD?)
- 29/11/2005 - Making DVD (Making DVD?)
- 12/2005 - Making Clips (Making Clips?)
- 08/2007 - The Last Of Romance I' (The Last Of Romance I?)
- 01/2010 - DVD commemorativo senza titolo incluso in un libro inviato ai membri del fanclub